# Нерл (приток на Клязма)
Нерл (на руски: Нерль) е река в Ярославска, Ивановска и Владимирска област на Русия, ляв приток на Клязма (ляв приток на Ока, десен приток на Волга). Дължина 284 km. Площ на водосборния басейн 6780 km².
Река Нерл води началото си на 164 m н.в., в североизточната част на Московското възвишение, на 3 km северозападно от село Личенци, в югозападната част на Ярославска област. В горното си течение, до село Оснеево тече в югоизточна посока по територията на Ярославска област. След това на протежение около 60 km тече на изток, като служи за граница между Ярославска и Ивановска област и Ивановска и Владимирска област, след което изцяло навлиза в Ивановска област, като постепенно завива на югоизток и юг. Северно от град Суздал навлиза във Владимирска област, където тече в широка и плитка долина, в която силно меандрира. Влива отляво в река Клязма (ляв приток на Ока, десен приток на Волга), при нейния 269 km, на 88 m н.в., при село Боголюбово, на 5 km североизточно от град Владимир. Основни притоци: леви – Ухтома (71 km); десни – Шаха (65 km), Селекша (68 km), Ирмес (70 km). Нерл има смесено подхранване с преобладаване на снежното. Среден годишен отток на 102 km от устието 25,7 m³/s. Замръзва през ноември или декември, а се размразява през април. По течението ѝ са разположени множество, предимно малки населени места, в т.ч. селището от градски тип Петровски в Ивановска област.